# 2011年第59期六合彩攪珠
2011年第59期六合彩攪珠為香港馬會獎券有限公司（下稱：馬會）2011年5月20日（星期五）舉行的六合彩攪珠。為香港史上首次預計頭獎派彩額超過一億港元的六合彩。

## 概要
馬會於2010年更改六合彩每注金額至每注10元（原為5元）後，並把頭獎保證基金由500萬調高6成至800萬後，導致部分人的投注意欲減少，實際的投注額也繼續下跌，但因為頭獎所獲得的獎金也相應增加，以致如每月金多寶，或連續數期的頭獎出現懸空的狀況下，預計頭獎派彩額往往比起過去的預計派彩多出數倍，從而吸引不少人投注。
4月28日（第51期）起至5月14日（第57期），連續六期的頭獎懸空後，於5月17日第58期攪珠已平當時預計頭獎派彩的歷史新高的7500萬（對上一次出現此數字為2009年1月23日）。然而，當期攪珠的頭獎幸運兒亦告懸空。結果馬會於該期攪珠後宣佈，下一期攪珠的預計頭獎派彩將達到一億元，為歷史首次。
由於獎金數目的龐大，馬會把原訂於2011年5月19日的59期攪珠推遲一日進行，並把投注截止時間改為晚上九時十五分（原為九時正），與金多寶攪珠看齊。而當期攪珠因最終有三注中頭獎（每注只派四千多萬港元），並未刷新最高一注派彩的紀錄（該紀錄於2012年1月31日攪珠，由86,112,100（一注獨得）所更新），但投注總額達到342,962,710元（以香港600萬名成年人口計算，平均每人在這次攪珠中投注最少5注。），為有紀錄以來最高。